# Шодоев, Иван Васильевич
Ива́н Васи́льевич Шодо́ев (25 сентября 1914 — 2006) — алтайский писатель и журналист, народный писатель Республики Алтай.

## Биография
Иван Шодоев(псевдоним - Салайман Шодоев) родился 25 сентября 1914 года в семье крестьянина-бедняка в селе Усть-Кан (ныне входит в Усть-Канский район Республики Алтай). Работать начал с 14 лет. Окончил начальную школу, затем обучался в областной совпартшколе, а в 1935 году окончил Всесоюзную школу деткомдвижения в Одессе. После этого вернулся на Алтай, где работал на различных постах в органах комсомола и партии. Участвовал в Великой Отечественной войне под Сталинградом, Курской дуге. Несколько раз был ранен, до конца жизни в его теле сохранялось 17 осколков. Демобилизовался в июле 1946 года. Член КПСС, занимался партийной работой.
Долгое время работал в газете «Алтайдыҥ чолмоны» вначале заместителем главного редактора, затем главным редактором. С 1957 года член Союза писателей СССР, а с 1969 года — член Союза писателей РСФСР. В 1958 году издана его первая книга для детей, а всего было выпущено 12 книг. Особое признание и известность у читателей получили его исторические романы «На рассвете» и «Грозные годы». В 1974—1976 годах был ответственным секретарём Союза писателей Горно-Алтайской АО.
Писатель-фронтовик был награждён за боевые и трудовые заслуги четырьмя орденами и семнадцатью медалями.
И. В. Шодоеву было присвоено в 1987 году Звание «Почётный гражданин города Горно-Алтайска», за долголетний и плодотворный писательский и журналистский труд, за активное участие в общественно-политической жизни города и Республики Алтай.

## Творчество
Первые произведения Шодоева были опубликованы в 1933 году, когда он работал в районной газете. Он написал много очерков об Алтае, затем пробовал себя в стихосложении, а после обратился к прозе. В 1958 году его книга «Зайчик» вышла отдельным изданием. В последующее десятилетие вышли и другие его книги — сборники пьес, сказок и рассказов для детей «Алтын — Суме», «Карас», «Знаете ли вы?», «Первые шаги». В дальнейшем важное место в творчестве Шодоева стала занимать история алтайского народа. На эту тему им написаны повесть «Ирбизек», романы «Трудные годы» и «На рассвете». Эту тему автор продолжал и 1980—1990-е годы: в этот период были опубликованы его повести «Побеждая смерть», «Сокровище Кемлея», «Качук», «Прошедший дорогой».

## Награды
- Орден Красной Звезды
- Два ордена «Знак Почёта»
- Орден Отечественной войны I степени (1985)
- Медали
- Почётный гражданин Горно-Алтайска (1987)
- Народный писатель Республики Алтай (2004)